# Il campo avventura di Bindi
Il campo avventura di Bindi è un game show televisivo per bambini e ragazzi condotto da Bindi Irwin, la figlia del defunto documentarista Steve Irwin.
Ambientato nell'Australia Zoo, di proprietà della madre di Bindi, ogni episodio mostra tre squadre di due membri ciascuna sfidarsi in diverse gare.